# 盧從史
盧從史（？—810年），唐朝軍事人物。
父盧虔，进士出身，官秘書監。
盧從史少年習武，善騎射，受昭義節度使李長榮器重，長榮死後，授为昭义节度使。
性情贪婪，强夺部将的妻妾，與成德军节度使王承宗、魏博军节度使田緒陰相連結，又與宦官吐突承璀交玩。裴坤令吐突承璀與烏重胤密謀，埋伏士卒擒拿盧從史於昭義軍營，押送长安。贬为驩州（今越南榮市）司马，不久又流放康州（今廣東德慶），元和五年（810年），赐死於康州，其子盧繼宗等四人流放岭南廣州。
據山西鄉寧縣佛峪黃龍溝盧從史石刻所記：元和四年（809年）時，盧從史至少有十一子，分別為：右金吾衛滄州參軍、賜緋魚袋盧丹木，福建觀察推官、太子通事舍人盧繼宗，陝州大都督府參軍盧繼□，恆州大都督府參軍盧繼然，崇陵挽郎盧繼明，宋州柘城縣尉盧繼時，豐陵挽郎盧繼美，幽州大都督府參軍盧繼崇，邢州南和縣主簿盧繼德，弘文館生盧繼德，賜一子出身盧繼封。
相關學術著作:張正田，〈以「盧從史事件」觀昭義軍節度使對唐代的重要性――並略論昭義地理形勢概況〉，《中正歷史學刊》，3(嘉義)，民國89(2000).06，頁305-329；331-337

## 延伸阅读
[在维基数据编辑]
 《舊唐書·卷132》，出自刘昫《舊唐書》
 《新唐書·卷141》，出自《新唐書》